# Karl Patzelt
Karl Patzelt, avstro-ogrski častnik, vojaški pilot in letalski as, * 1893, Bohemija, † 4. maj 1918 (KIA).
Nadporočnik Patzelt je v svoji vojaški službi dosegel 5 zračnih zmag.

## Življenjepis
Med prvo svetovno vojno je bil pripadnik Flik 29, Flik 42J in Flik 68J.
Umrl je med zračnim dvobojem s kanadskim letalskim asom Birksom.

## Odlikovanja
- red železne krone 3. razreda
- vojaški zaslužni križec 3. razreda
- srebrna in bronasta vojaška zaslužna medalja